# 13-as busz (Eger)
Az egri 13-as jelzésű autóbusz Lajosváros és a Tesco áruház között közlekedik. A viszonylatot a Volánbusz üzemelteti.

## Útvonala
| Tesco áruház felé | Lajosváros felé |
| --- | --- |
| Lajosváros vá. – Mátyás király út – Árpád utca – Koháry István utca – Vörösmarty Mihály utca – Bartalos Gyula utca – Kisasszony utca – II. Rákóczi Ferenc utca – Olasz utca – Cifrakapu utca – Tesco áruház vá. | Tesco áruház vá. – Cifrakapu utca – Olasz utca – II. Rákóczi Ferenc utca – Kisasszony utca – Bartalos Gyula utca – Vörösmarty Mihály utca – Koháry István utca – Árpád utca – Mátyás király út – Lajosváros vá. |

## Megállóhelyei
Az átszállási kapcsolatok között a javarészt azonos útvonalon közlekedő 113-as busz nincs feltüntetve.
| 13 (Lajosváros – Tesco áruház) |                           |          |                                                                            |
| Perc (↓)                       | Megállóhely               | Perc (↑) | Megállóhelyet érintő járatok                                               |
| 0                              | Lajosváros végállomás     | 20       | 3, 3A, 4, 6, 11, 12, 14, 14E, 16                                           |
| ∫                              | Mátyás király út          | 19       | 3, 3A, 6, 11, 12, 14, 14E                                                  |
| ∫                              | Veres Péter út            | 18       | 3, 3A, 6, 11, 12, 14, 14E                                                  |
| 1                              | Tompa utca                | 17       | 3, 3A, 6, 11, 12, 14, 14E, 16, 112, 3410 Helyközi buszok Távolsági járatok |
| 3                              | Aradi út                  | 16       | 3, 3A, 6, 11, 12, 14, 14E, 16, 112, 3410                                   |
| 4                              | Nagyváradi út             | 15       | 3, 3A, 6, 11, 12, 14, 14E, 16, 112, 3410 Helyközi buszok Távolsági járatok |
| 5                              | Galagonyás utca           | 14       | 3, 3A, 6, 11, 12, 14, 14E, 16, 112, 3410                                   |
| ∫                              | Széna tér                 | 13       | 3, 3A, 6, 11, 12, 14, 14E, 112, 3410                                       |
| 7                              | Vasútállomás, bejárati út | ∫        | 11, 12, 14, 14E, 112, 3410 Helyközi buszok Távolsági járatok               |
| 9                              | Koháry út                 | 11       | Helyközi buszok Távolsági járatok                                          |
| 11                             | Agria Park                | 9        | 7, 7A                                                                      |
| 13                             | Bartakovics út            | 7        | 4, 3410 Helyközi buszok Távolsági járatok                                  |
| 14                             | Kisasszony temető         | 5        | 4, 7, 3410                                                                 |
| 15                             | Garzonház                 | 4        | 4, 7, 11, 14, 14E, 3410 Helyközi buszok                                    |
| 17                             | Hőközpont                 | ∫        | 5, 5A, 6, 12, 16, 112, 3405, 3406                                          |
| 19                             | Tiba utca                 | ∫        | 3, 3A, 5, 5A, 6, 12, 16, 112, 3405, 3406                                   |
| 20                             | Felsőváros                | ∫        | 3, 3A, 5, 5A, 6, 12, 16, 112, 3405, 3406                                   |
| ∫                              | Kővágó tér                | 3        | 4, 7, 11, 14, 14E, 3410 Helyközi buszok Távolsági járatok                  |
| ∫                              | Shell kút                 | 2        | 4, 7, 11, 12, 14, 14E, 112, 3410 Helyközi buszok                           |
| 21                             | Tesco áruház végállomás   | 0        | 3A, 5, 5A, 6, 7, 12, 112, 3406                                             |